# 猫の地球儀
『猫の地球儀』（ねこのちきゅうぎ）は、秋山瑞人による日本のライトノベル。メディアワークス（電撃文庫）より2000年1月から同年4月まで刊行された。イラストは椎名優が担当している。
第32回星雲賞日本長編部門最終候補作。秋山瑞人の初のオリジナル作品であり、「夢の実現には時として犠牲が伴う」という硬派なテーマや独特のキャラ描写などが人気を呼んだSFファンタジーである。

## あらすじ
遠い未来。宇宙に浮かぶトルクという名のコロニー。そこでは既に人間は滅び、代わりに知性を持った猫たちがロボットを使役して暮らしている。禁忌とされている「地球儀行き」を目指すスカイウォーカーの黒猫・幽と、最強を目指すスパイラルダイバーの白猫・焔。そんなふたりが出会うところから物語は動き始める。

## 登場人物
幽（かすか）
黒猫。三十七番目のスカイウォーカー。相棒を連れていなかったが、スカイウォーカーになるための最初の難問である「研究成果を持っている先代スカイウォーカーの相棒を見つけること」を達成し、先代のスカイウォーカー・朧（おぼろ）の相棒だったクリスマスを発見、彼女を相棒とする。幼い頃に黴の森で独りはぐれていた所を円（まどか）に拾われる。この時点で難解な文章の読み書きや複雑な計算、ロボットへの高度なコマンド、さらにはコマンド電波に、菊水一組の工房長や円でさえ気付かない程の厳重な迷彩を施すことができた。幽曰く、「ずっとまえからできた」。頭脳と電波ひげの操作技術は、生まれながらにして抜きん出ていたものと考えられる。円から大集会の教義や異端の学説、けんかの仕方など、様々な話を教わる。
円の死が契機となり、スカイウォーカーとなることを決意。
まだ若く、雫曰く「耳の間も見下ろせてしまうような」身体の小ささだが、非常に優れた頭脳を持つ。トルクのヤクザ猫たちのロボットを修理・強化する見返りとして、食料や地球儀へ行くための簡易宇宙船の材料を集めさせていた。幽に整備されたロボットは、大集会のソウルセイバーでさえもてこずるほどであったため、「黒いドールマスター」として目をつけられることとなる。その頭脳を活用し、クリスマスにさまざまな装備を与える。
クリスマス
幽のロボット。少女型。三十六番目のスカイウォーカー・朧（おぼろ）の研究成果を抱えて40年間隠れ続けていた。言語を発するが、内容はかなり意味不明（意思疎通ができないわけではない）。左腕のいくつかの筋肉に信号反応のわずかな遅れ、記憶まわりの障害（昔の記憶がおぼろげで新しいことも覚えるのが苦手）、右足の指は全く動かないなど、メンテナンスにいくつかの不備がある。
所持する武器はロッドメイス。両端に大きなウェイトがあり、攻撃時はその重量を利用して殴る。また、このウェイトには幽の手によって強力な電磁石が内蔵されており、対象の敵ロボットへ打撃・接触した際にスイッチをONすることで磁力で電気系統を狂わせ、機能停止に追いやることが可能。まさしく一撃必殺である。戦闘スタイルは、お世辞にも強いとはいえない腕力を自身の身軽さで補うスピード型。小柄な体躯だが、戦闘時の反応速度・移動速度はかなりのもので、加速剤を用いた月光の超速度の初撃を避わしている。
さらに対焔とのスパイラルダイブでは幽お手製の「ミューテーションダンパー」も装備。これはランドセル型の本体に、3本の縦軸・横軸・高軸のパイプ、さらにその先に金属製の円盤を取り付けたもの。円盤をそれぞれ独立に回転させることで反作用を得、足場のない空中でも自由に体の向きを変えられるという、クリスマスの戦闘スタイルに適した装置である。華奢な見た目とは裏腹に、長時間の戦闘もこなせるタフさも併せ持つ。
焔（ほむら）
白猫。トルクでもっとも人気のないスパイラルダイバー。相棒は日光・月光。誰もが恐れていた時の多爾袞・斑（まだら）を倒し、新たな多爾袞となる。天才的な格闘センスと敏感な電波ひげを持ち、ロボットへのコマンド量は膨大かつ迅速。日光・月光クラスのロボットを2体同時に操り、スパイラルダイブのような高度な戦闘をこなしているのは作中で焔一匹である。
さらに、幽ほどではないが頭脳も優れ、幽のトルクの軌道の講義や「突入回路 ～ドラゴンフレア・トレイル～ 」の大まかな概要、さらにはその裏に隠れている、幽がわざわざ自分の秘密を話した意味をすぐさま理解してみせた。ロボットの仕組みについても造詣が深く、日光・月光をパーツレベルに分解・再構築するほどの腕を持つ。ロボットについてここまで知り抜いていることが、焔の強さの一因とも言える。一度闘った幽と再戦する際には、クリスマスの身体能力を考慮した呆れるほど長い大槍や、日光・月光の反応速度を飛躍的に上昇させる「加速剤」なるものまでを日光・月光の体内から精製するなど、ことスパイラルダイブに関しては発想力・行動力は幽をも上回る。
その反面、多爾袞となってトルクをさすらい始めた際には、食料から防寒具から全く何も用意せず、飢えと寒さに震えていたところを楽に助けられる、といった無計画っぷりを発揮している。
戦闘力では最強クラスだが、幽とクリスマスに初めて出会ったときはわずか12秒で敗北している。それが焔のなかで禍根となり、幽に付き纏うようになる。スカイウォーカーとして生きる幽に最初は反発しつつも、次第に感化されていく。
日光（にっこう）・月光（がっこう）
焔のロボット。どちらも天使型のロボットで、双子の様な全くの同型機。2メートルを越える体躯と、250kg以上の質量をもつ。所持する武器は太刀。一般的なロボット同様、言語を発することは出来ないが、唸り声程度なら可能。戦闘スタイルは、スピード・パワーともにバランスの取れた正統派。防刃ギアを纏っているため、防御力もそこそこ。焔が2人の体内から精製した加速剤を使うことで、神経の反射速度を劇的に引き上げることが可能。ただし量が多すぎると神経が焼き切れる。事実、楽の死の際には2ショットを一挙に使い、錯乱した焔からのコマンドも相まって発狂状態に陥った。
じゃんけんが趣味で、2人の実力はまったくの互角。己の動体視力と反射神経の全てを尽くした、目にもとまらぬ壮絶な闘いを延々と繰り広げる。しかし震電には二人そろって全く勝てない。
楽（かぐら）
焔のファンの子猫。相棒は震電。「活動のおじい」が探していた映写機を、活動のおじい亡き後、震電とともに引き継いで探している。放浪中の焔を追い掛け回すうちに親しくなる。怖がりだが天真爛漫な性格。子供の割に旅慣れていて、生活力もある。幼さ故、ふとしたきっかけで動転することがあるが、その際には魔法の粉（実際はただの洗濯用粉洗剤）を嗅ぐと落ち着く。
地球儀行きの日程を決めた幽から、魔法の粉の使い方として、シャボン玉の作り方を教わる。その際にずっと付け続けていた尻尾の鈴銭を外す。これが御厨のお守り（ソウルセイバーを使役する者が、彼らの襲撃から自身を守るために身につける）であるかのような描写がされているが、真偽の程は定かではない。
震電（しんでん）
楽のロボット。かなり旧式で「目をぴかぴか」させることが唯一のコミュニケーション手段だが、その意図を詳細に汲み取れるのは楽だけ。作中に登場する主要なロボットの中で、戦闘に不向きな唯一のロボット。戦闘力はないに等しいが、楽の前の持ち主・活動のおじいとのトルク歩きの経験からか、生活力はずば抜けている。ネズミ捕りの罠を仕掛けるのが上手い。
霞（かすみ）
大集会の僧正。相棒は猫面。気さくな性格で、焔を気に入り、なにかと肩入れしている。「夢を追うこと」の手前勝手さを幽に説く。
ロードランナーたちは霞の部下だったが、彼らは霞に報告することなく事を進めていたため、霞が全てを知ったのは事が終わった後であった。
雫（しずく）
愚連隊・蒼森一家総長。幽のお得意さまの一人。幽の正体に勘付いていた節がある。幽が自分の正体や心情、焔に喧嘩を売った動機など、全ての秘密を話すことから、幽は彼にかなり気を許していたと思われる。そして雫自身も、幽には仲間がいなかったことなどを聞かされ、俺は友達になれていただろうかと自問する等、単なる取引関係を超えた間柄ではあった模様。幽にスパイラルダイブのための坊主を用意した。幽霊を全く恐れなかったり、その時点では正体不明の「黒いドールマスター」に平然とカマをかけたりするなど、かなり肝の据わった性格。しりとりが下手。
円（まどか）
幽の育ての親。雌。相棒は満月。「菊水一組」という盗賊団の頭をしていた。通称「ビリビリ尻尾のキジトラ円」。ビリビリ尻尾とはトルクでたびたび発生した伝染病のことで、由来は円がまるで「流行り病のように迅速に大量に」敵を殺すことから。数多くの武勇伝を持ち、大集会に公然と歯向かう武闘派としても有名。敗北を知らぬ強力な集団、しかもボスは若い雌猫といった話題性も相まって、堅気の猫たちからも一目置かれるほどであった。
ある日の夜、黴の森で幼い幽を見つけてアジトへ連れ帰り、彼の世話をする。幽と暮らす中で彼の才能を早くから見抜き大事に育てたが、それに嫉妬した部下が大集会にアジトの場所を密告、結果部下と共にソウルセイバーによって殺害された。その後は黴の森に暮らす無法者たちにとって、もはや伝説を通り越して神様のように畏れ、憧れられている存在となる。不用意に通称を聞かせると雫でさえも気絶するほどなので、今では「円伎丸（えんきまる）」と呼ばれることが多い。

## 用語
トルク
物語の舞台。宇宙に浮かぶ円筒形の構造物であり、元々は人類が建造した宇宙コロニーであったと思われる。地球儀(地球)の地表から高度6000kmの衛星軌道を、軌道速度5600m/sで公転している。作中では「石造り」とあるが材質は不明。回転する「外殻」と、外殻の中心を縦に貫く「中心柱」という2つの部分に区別でき、フローティングゲートによって互いの行き来が可能となっている。外殻では回転によって～1G程度の重力が発生しているが、中心柱は無回転のため無重力。外殻には少数の窓やエアロックの他、電磁加速器(?)とみられる設備も存在している。本作の時間軸では人類は死に絶えており、猫を頂点とした虫や菌類からなる生態系が成立している。このうち菌類は広大な分布を示し、「酸素黴」と呼ばれる黴(光合成による酸素供給主体?)は外殻を破って宇宙に飛び出す大規模集落を形成している。設備やロボットには生きているものも多くあり、猫たちはそれらを利用して生活をしている。
地球儀
地球のこと。猫たちは天体を「儀体」と呼び、それぞれの名詞に「～儀」をつけて呼ぶ。大集会の教義では、儀体は猫の魂が帰る場所とされている。
大集会
トルクの統治を行う祭政一致の組織。紫禁坑の箱城に中央政府が存在している。君主は帝。長老衆による合議制で政治が行われていると思われる。宗教組織としては高位の僧(僧正など)に位階を与える他、ストーリーメーカーと呼ばれる研究者に世界の成り立ちを研究させ、そのうちの適切なものを組み込んで教義を発展させている。また軍事力も備えており、トルク各地に駐屯軍を配置している。スカイウォーカーの考え方は教義が示す死生観を否定するため、それを異端とみなし、徹底した弾圧を行う。
スパイラルダイブ
中心柱の中心に位置する直径20m、長さ150mの円筒形の空間「螺旋階段(スパイラル)」で行う、無重力下、ロボットを従えての決闘。供のロボットの種類・数・使用する武器に制限は無い。試合前には選手双方の葬式が執り行われる決まり。賭場も開帳されている。
多爾袞（ドルゴン）
スパイラルダイブの王者の称号。元々は大集会成立以前、戦いによって王を決めていた時代に、最も強い猫に与えられた尊称。そのなごりか現在も強力な権力を保証されているが、実際にそれが行使された例はあまり無い。
天使
人間のこと。例えば「天使型のロボット」とは「人間型のロボット」のことである。
スカイウォーカー
地球儀に生きたまま到達することを目指すものたち。大集会の教義から外れた、異端の研究者。自分が死ぬ前に、それまでの成果を後代に引き継げるように遺し、研究を続けてきた。
ドールマスター
ロボットのメンテナンスを行う職人のこと。一般的な故障の修理から、スパイラルダイバーたちが求めるロボットの改造や、場合によっては武器の製造などを行う。ただし、一からロボットを作る技術は既に失われているため、作業は「ここをこうすればこうなる」といった、経験則でわかる範囲の仕事に限られる。
エクスプローラー
天使たちが遺したといわれる遺物を探しているものたち。遺物といえばトルクやその中にあるもの全てが遺物である。しかし彼らが探しているのは多くの場合、その存在だけが噂されている伝説的なものである。
しりとり
日本語で行われる様子。ぐるぐると言葉をつなげている間は悪霊を惑わす効果があるとされ、エクスプローラーが見知らぬ道を行く時に行う。実は大集会の僧正などが唱える聖言もこの原理を利用したもの。
ロードランナー
大集会の配下、軍に所属する猫たち。作中で軍の上層部は「参謀」たちと呼ばれているため、現場の兵士のみを指す名称と考えられる。トルク各地に配属され、ならず者の討伐から諜報までさまざまな活動を行う。
ソウルセイバー
天使の面をつけた大きなロボット。大集会の兵隊であり、御厨の一族と呼ばれる正体不明の猫たちにオルゴールの音によって操られる。数十対～をひとまとめとして運用されている模様。ロードランナーと共同作戦を取っていることから、軍に所属しているとみられる。

## 既刊一覧
- 猫の地球儀 焔の章 - 2000年1月25日初版発行、ISBN 4-8402-1388-7
- 猫の地球儀その2 幽の章 - 2000年4月25日初版発行、ISBN 4-8402-1487-5